# سید محمدصادق لواسانی
سید محمدصادق لواسانی (۱۲۸۵ نجف — مهر ۱۳۶۹) روحانی شیعه و از شاگردان عبدالکریم حائری یزدی بود. او در مدرسه دارالشفاء حوزه علمیه قم با سید روح‌الله خمینی هم‌حجره بود و دوستی این دو تا پایان عمر لواسانی ادامه داشت. لواسانی پیش از انقلاب ۵۷ از رابطان خمینی با مقام‌های ایالات متحده آمریکا بود. در پی تظاهرات ۱۵ خرداد و دستگیری سید روح‌الله خمینی، مأموران سفارت آمریکا در تهران با لواسانی ملاقات‌هایی داشتند.